# Ууемаа
У́уемаа (ест. Uuemaa küla) — село в Естонії, у волості Гяедемеесте повіту Пярнумаа.

## Населення
Чисельність населення на 31 грудня 2011 року становила 20 осіб.

## Географія
Через село проходить автошлях 337 (Талі — Тууліку — Массіару).